# Stenygra apicalis
Stenygra apicalis är en skalbaggsart som beskrevs av Pierre Émile Gounelle 1911. Stenygra apicalis ingår i släktet Stenygra och familjen långhorningar. Inga underarter finns listade i Catalogue of Life.